# Rubioideae
Rubioideae és una subfamília de plantes de flors que pertany a la família de les Rubiaceae.

## Tribus
Segons wikispecies
- Anthospermeae - Argostemmateae - Coccocypseleae - Coussareeae - Craterispermeae - Danaideae - Gaertnereae - Hedyotideae - Knoxieae - Lasiantheae - Morindeae - Ophiorrhizeae - Paederieae - Psychotrieae - Rubieae - Schradereae - Spermacoceae - Theligoneae - Urophylleae - Virectarieae

Segons NCBI
- Anthospermeae - Argostemmateae - Colletoecemateae - Coussareeae - Craterispermeae - Danaideae - Dunnieae - Gaertnereae - Knoxieae - Lasiantheae - Morindeae - Ophiorrhizeae - Paederieae - Perameae - Psychotrieae - Putorieae - Rubieae - Schizocoleeae - Schradereae - Spermacoceae - Theligoneae - Urophylleae - Virectarieae[1]